# Brithysana africana
Brithysana africana är en fjärilsart som beskrevs av François Louis Nompar de Caumont de Laporte 1973. Brithysana africana ingår i släktet Brithysana och familjen nattflyn. Inga underarter finns listade i Catalogue of Life.